# Luis Marín de San Martín
Luis Marin de San Martin, OSA (Madrid, 21 de agosto de 1961) é um monge agostiniano espanhol que, desde fevereiro de 2021, é bispo titular de Suliana e secretário adjunto do Sínodo dos Bispos.

## Biografia

### Primeiros anos
Estudou em Madrid, no Colégio San Agustín, dirigido pelos agostinianos. Pouco depois de terminar os estudos, ingressou na mesma Ordem, emitindo os primeiros votos em 5 de setembro de 1982 e os votos solenes em 1 de novembro de 1985. Foi ordenado sacerdote em 4 de junho de 1988. Concluiu o doutorado em Teologia Sagrada na Universidade Pontifícia Comillas.
Entre 1996 e 1999 foi formador no Seminário Maior Tagaste de Los Negrales. Entre 1999 e 2002 foi conselheiro provincial e pároco de uma paróquia de Madrid. Em 2002 foi nomeado prior do Mosteiro de Santa Maria de La Vid. E desde 2008 residia em Roma, na Cúria Geral de sua Ordem, onde foi arquivista geral, assistente geral dos agostinianos e presidente do Institutum Spiritualitatis Augustinianae .

### Episcopado
Em 6 de fevereiro de 2021, o Papa Francisco o nomeou subsecretário do Sínodo dos Bispos, nomeando-o também bispo titular de Suliana. Ele também nomeou a irmã Nathalie Becquart como subsecretária do Sínodo.. Foi ordenado bispo em 11 de abril de 2021 na Catedral de Santa Maria a Real de Almudena por Dom Carlos Cardeal Osoro Sierra e co-ordenado por Dom Carlos Cardeal Amigo Vallejo, O.F.M. e Dom Manuel Herrero Fernández, O.S.A..

## Publicações
É autor de vários livros e publicações: 
- Agostinianos: novidade e permanência. História e espiritualidade das origens (Madrid, 1990)
- João XXIII. Retrato eclesiológico (Barcelona, 1998)
- Os agostinianos. Origens e espiritualidade (Roma, 2009)
- As Igrejas Orientais (Madrid, 2011)
- São João XXIII. Professor espiritual (Madrid, 2014)